# Biálgebra de Lie
En matemáticas, una biálgebra de Lie es un caso de biálgebra en la teoría de Lie, es decir, un conjunto con estructuras de álgebra de Lie y coálgebra de Lie compatibles.
Es una biálgebra donde la comultiplicación es antisimétrica y satisface una identidad de Jacobi dual, de forma que el espacio vectorial dual es un álgebra de Lie, al mismo tiempo que la comultiplicación es un 1-cociclo, de forma que la multiplicación y la comultiplicación son compatibles. La condición de cociclo implica que, en la práctica, se estudian únicamente clases de biálgebras que son cohomólogas a una biálgebra de Lie en un coborde.
Se conocen también como álgebras de Poisson-Hopf, y son el álgebra de Lie de un grupo de Poisson-Lie.
Las biálgebras de Lie aparecen de forma natural en el estudio de las ecuaciones de Yang-Baxter.

## Definición
Un espacio vectorial {\displaystyle {\mathfrak {g}}} es una biálgebra de Lie si es un álgebra de Lie y existe también una estructura de álgebra de Lie compatible en el espacio dual {\displaystyle {\mathfrak {g}}^{*}}. De forma más precisa, la estructura de álgebra de Lie en {\displaystyle {\mathfrak {g}}} viene dada por un corchete de Lie {\displaystyle [\ ,\ ]:{\mathfrak {g}}\otimes {\mathfrak {g}}\to {\mathfrak {g}}} y la estructura de álgebra de Lie en {\displaystyle {\mathfrak {g}}^{*}} viene dada por un corchete de Lie {\displaystyle \delta ^{*}:{\mathfrak {g}}^{*}\otimes {\mathfrak {g}}^{*}\to {\mathfrak {g}}^{*}}. Entonces, la aplicación dual de {\displaystyle \delta ^{*}}, 
{\displaystyle \delta :{\mathfrak {g}}\to {\mathfrak {g}}\otimes {\mathfrak {g}}} y la condición de compatibilidad es la siguiente relación de cociclos:
{\displaystyle \delta ([X,Y])=\left(\operatorname {ad} _{X}\otimes 1+1\otimes \operatorname {ad} _{X}\right)\delta (Y)-\left(\operatorname {ad} _{Y}\otimes 1+1\otimes \operatorname {ad} _{Y}\right)\delta (X)}
donde {\displaystyle \operatorname {ad} _{X}Y=[X,Y]} es el adjunto. Nótese que esta definición es simétrica y por tanto {\displaystyle {\mathfrak {g}}^{*}} es también una biálgebra de Lie, y se denomina biálgebra de Lie dual.

## Ejemplo
Sea {\displaystyle {\mathfrak {g}}} {\displaystyle {\mathfrak {t}}\subset {\mathfrak {g}}} y asignemos las raíces positivas. Sea {\displaystyle {\mathfrak {b}}_{\pm }\subset {\mathfrak {g}}} {\displaystyle {\mathfrak {t}}={\mathfrak {b}}_{-}\cap {\mathfrak {b}}_{+}} y existe una proyección natural {\displaystyle \pi :{\mathfrak {b}}_{\pm }\to {\mathfrak {t}}}. Definimos entonces un álgebra de Lie
{\displaystyle {\mathfrak {g'}}:=\{(X_{-},X_{+})\in {\mathfrak {b}}_{-}\times {\mathfrak {b}}_{+}\ {\bigl \vert }\ \pi (X_{-})+\pi (X_{+})=0\}}
que es una subálgebra del producto {\displaystyle {\mathfrak {b}}_{-}\times {\mathfrak {b}}_{+}}, y tiene la misma dimensión que {\displaystyle {\mathfrak {g}}}. Identificamos ahora {\displaystyle {\mathfrak {g'}}} como el dual de {\displaystyle {\mathfrak {g}}},
{\displaystyle \langle (X_{-},X_{+}),Y\rangle :=K(X_{+}-X_{-},Y)}
con {\displaystyle Y\in {\mathfrak {g}}} y {\displaystyle K} la forma de Killing. Esto define una estructura de biálgebra de Lie en {\displaystyle {\mathfrak {g}}}, y es el ejemplo estándar: subyace al grupo cuántico de Drinfeld-Jimbo. Nótese que {\displaystyle {\mathfrak {g'}}}{\displaystyle {\mathfrak {g}}} es semisimple.

## Relación con los grupos de Poisson-Lie
El álgebra de Lie {\displaystyle {\mathfrak {g}}} de un grupo de Poisson-Lie G tiene una estructura natural de biálgebra de Lie. La estructura de grupo de Lie provee el corchete de Lie en {\displaystyle {\mathfrak {g}}} como es habitual, y la linealización de la estructura de Poisson en G da el corchete de Lie en
{\displaystyle {\mathfrak {g^{*}}}} (recordando que una estructura de Poisson lineal sobre un espacio vectorial es lo mismo que un corchete de Lie sobre el espacio dual). De forma más detallada, sea G un grupo de Poisson-Lie y sean {\displaystyle f_{1},f_{2}\in C^{\infty }(G)} dos funciones suaves sobre la variedad de grupo. Sea {\displaystyle \xi =(df)_{e}} el diferencial en el elemento identidad. Claramente, {\displaystyle \xi \in {\mathfrak {g}}^{*}}. La estructura de Poisson en el grupo induce así un corchete en {\displaystyle {\mathfrak {g}}^{*}}, dado por
{\displaystyle [\xi _{1},\xi _{2}]=(d\{f_{1},f_{2}\})_{e}\,}
donde {\displaystyle \{,\}} es el corchete de Poisson. Dado {\displaystyle \eta } el bivector de Poisson sobre la variedad, se define {\displaystyle \eta ^{R}} como la traslación a derecha del bivector al elemento identidad en G. Se tiene entonces que
{\displaystyle \eta ^{R}:G\to {\mathfrak {g}}\otimes {\mathfrak {g}}}
El coconmutador es entonces la aplicación tangente:
{\displaystyle \delta =T_{e}\eta ^{R}\,}
de manera que
{\displaystyle [\xi _{1},\xi _{2}]=\delta ^{*}(\xi _{1}\otimes \xi _{2})}
es el dual del coconmutador.